# University for Development Studies
Pour les articles homonymes, voir UDS.
L'University for Development Studies est une université publique ghanéenne créée le 15 mai 1992, basée à Tamale en Région du Nord. L'institution a pour objectif principal la recherche de solutions aux problèmes socio-économiques et environnementaux observés dans le Nord du Ghana.

## Histoire
L'University for Development Studies a été créée en 1992 par la loi 279 du PNDC et a commencé ses activités académiques en 1993.
La première faculté ouverte était la Faculté d'agriculture, basée à Nyangpala à une quinzaine de kilomètres à l'Ouest de Tamale, sur la route de Tolon.
À partir de 1994, d'autres facultés ont été créées sur d'autres campus à Tamale (Région du Nord), Navrongo (Région du Haut Ghana oriental) et Wa (Région du Haut Ghana occidental) tandis qu'un bureau de liaison a été ouvert à Londres.

## Organisation de l'institution
L'université est organisée en sept facultés, une école et un centre d'excellence, répartis sur les campus disséminés sur le territoire des trois régions du Nord du Ghana.
La liste des facultés gérées par l'université est la suivante :
- Faculté d'agriculture (Nyangpala, Région du Nord) ;
- Faculté des études intégrées sur le développement (Wa, Région du Haut Ghana occidental) ;
- Faculté du plan et de l'aménagement du territoire (Wa, Région du Haut Ghana occidental) ;
- Faculté de l'éducation, du droit et du commerce (Wa, Région du Haut Ghana occidental) ;
- Faculté des ressources naturelles renouvelables (Nyangpala, Région du Nord) ;
- Faculté des sciences appliquées (Navrongo, Région du Haut Ghana oriental) ;
- Faculté des mathématiques informatiques et du développément (Navrongo, Région du Haut Ghana oriental).

À ces facultés s'ajoute :
- une Ecole de médecine et des sciences de la santé (Tamale, Région du Nord) ;
- une Graduate School (Tamale, Région du Nord).